# Sestre Kraljice svijeta
Sestre Kraljice svijeta su katolička redovnička zajednica u Hrvatskoj.

## Povijest
Redovničku družbu osnovao je isusovac Ivan Jeger 1963. godine u Turnju kod Zadra. Sjedište uprave nalazi se u Zagrebu, u Dubravi, Mrzlopoljska 3. Koncem 1970.-ih došle su u Split na Brda. Sve do propasti komunizma i raspada SFR Jugoslavije nisu uspjele dobiti lokaciju i građevinsku dozvolu za gradnju svoje kuće.

## Djelatnost
U svojem samostanu na Brdima njeguju starice. Jedna od sestara pomaže u pastoralnom radu u župi sv. Ivana Krstitelja na Trsteniku u Splitu.

## Uprava
Poglavarica družbe je s. Terezija Šarčević.

## Vanjske poveznice
- Službene stranice